# Dejuna straminea
Dejuna straminea is een insect uit de familie van de mierenleeuwen (Myrmeleontidae), die tot de orde netvleugeligen (Neuroptera) behoort. 
Dejuna straminea is voor het eerst wetenschappelijk beschreven door Stange in 1970.